# Heterothera postalbida
Heterothera postalbida är en fjärilsart som beskrevs av Alfred Ernest Wileman 1911. Heterothera postalbida ingår i släktet Heterothera och familjen mätare. Inga underarter finns listade i Catalogue of Life.